# Massongy
Massongy és un municipi francès situat al departament de l'Alta Savoia i a la regió d'Alvèrnia-Roine-Alps. L'any 2007 tenia 1.281 habitants.

## Demografia

### Població
El 2007 la població de fet de Massongy era de 1.281 persones. Hi havia 504 famílies de les quals 116 eren unipersonals (44 homes vivint sols i 72 dones vivint soles), 144 parelles sense fills, 188 parelles amb fills i 56 famílies monoparentals amb fills.
La població ha evolucionat segons el següent gràfic:
Habitants censats

### Habitatges
El 2007 hi havia 584 habitatges, 514 eren l'habitatge principal de la família, 33 eren segones residències i 37 estaven desocupats. 517 eren cases i 61 eren apartaments. Dels 514 habitatges principals, 419 estaven ocupats pels seus propietaris, 72 estaven llogats i ocupats pels llogaters i 23 estaven cedits a títol gratuït; 11 tenien una cambra, 21 en tenien dues, 48 en tenien tres, 132 en tenien quatre i 302 en tenien cinc o més. 468 habitatges disposaven pel capbaix d'una plaça de pàrquing. A 192 habitatges hi havia un automòbil i a 293 n'hi havia dos o més.

### Piràmide de població
La piràmide de població per edats i sexe el 2009 era:
| Homes | Edats   | Dones |
| ----- | ------- | ----- |
| 0     | 95 o +  | 0     |
| 0     | 90 a 94 | 4     |
| 0     | 85 a 89 | 0     |
| 4     | 80 a 84 | 8     |
| 4     | 75 a 79 | 24    |
| 12    | 70 a 74 | 20    |
| 40    | 65 a 69 | 20    |
| 24    | 60 a 64 | 24    |
| 36    | 55 a 59 | 24    |
| 56    | 50 a 54 | 60    |
| 72    | 45 a 49 | 56    |
| 52    | 40 a 44 | 64    |
| 52    | 35 a 39 | 28    |
| 28    | 30 a 34 | 44    |
| 12    | 25 a 29 | 24    |
| 32    | 20 a 24 | 16    |
| 48    | 15 a 19 | 44    |
| 48    | 10 a 14 | 40    |
| 36    | 5 a 9   | 52    |
| 32    | 0 a 4   | 24    |

## Economia
El 2007 la població en edat de treballar era de 898 persones, 677 eren actives i 221 eren inactives. De les 677 persones actives 624 estaven ocupades (331 homes i 293 dones) i 53 estaven aturades (27 homes i 26 dones). De les 221 persones inactives 53 estaven jubilades, 81 estaven estudiant i 87 estaven classificades com a «altres inactius».

### Ingressos
El 2009 a Massongy hi havia 519 unitats fiscals que integraven 1.275,5 persones, la mediana anual d'ingressos fiscals per persona era de 24.667 €.

### Activitats econòmiques
Dels 35 establiments que hi havia el 2007, 3 eren d'empreses de fabricació d'altres productes industrials, 9 d'empreses de construcció, 4 d'empreses de comerç i reparació d'automòbils, 1 d'una empresa de transport, 4 d'empreses d'hostatgeria i restauració, 1 d'una empresa immobiliària, 7 d'empreses de serveis, 2 d'entitats de l'administració pública i 4 d'empreses classificades com a «altres activitats de serveis».
Dels 15 establiments de servei als particulars que hi havia el 2009, 1 era un taller de reparació d'automòbils i de material agrícola, 1 paleta, 2 guixaires pintors, 3 fusteries, 1 lampisteria, 1 electricista, 1 perruqueria, 3 restaurants i 2 agències immobiliàries.
L'any 2000 a Massongy hi havia 11 explotacions agrícoles que ocupaven un total de 556 hectàrees.

## Equipaments sanitaris i escolars
El 2009 hi havia una escola elemental.

## Poblacions més properes
El següent diagrama mostra les poblacions més properes.